# Vila Boa, Goiás
Vila Boa este un oraș în Goiás (GO), Brazilia.